# Szopczański Potok
Szopczański Potok, Sobczański – potok będący lewym dopływem Macelowego Potoku. Spływa z południowych stoków Pienin pomiędzy Podskalnią Górą należącą do Pienin Czorsztyńskich, a Trzema Koronami w Masywie Trzech Koron; jego głęboka dolina stanowi naturalną granicę między tymi regionami. Potok ma swoje źródła pod Przełęczą Szopka, na wysokości około 700–740 m n.p.m. w dwóch bocznych odgałęzieniach Wąwozu Szopczańskiego: prawobocznym wąwozie Za Kocioł i lewobocznej dolince Pod Kopą. Wypływające z nich niewielkie cieki łączą się przy Rojowej Skale w potok spływający dnem głębokiego i ciasnego Wąwozu Szopczańskiego, a następnie przez Podłaźce na Rówień (Równię) w Sromowcach Niżnych, gdzie uchodzi do Macelowego Potoku.
Dno potoku w niektórych miejscach często jest suche i woda pojawia się w nim dopiero po większych opadach, poza tym ginie w szczelinowatym wapiennym podłożu zawalonym gruzowiskiem kamieni i piargów. Górna część potoku, do wylotu Szopczańskiego Wąwozu i tablicy informacyjnej, to chronione tereny Pienińskiego Parku Narodowego. Wzdłuż znacznej części potoku prowadzi żółty szlak turystyczny, zielony zaś w Podłaźcach przekracza go.
Potok znajduje się w granicach wsi Sromowce Niżne w województwie małopolskim, w powiecie nowotarskim, w gminie Czorsztyn.

## Szlak turystyki pieszej
– żółty ze Sromowiec Niżnych obok schroniska PTTK „Trzy Korony” przez Szopczański Wąwóz na Przełęcz Szopka. W górę 1:15 h, z powrotem 1:05 h.